# Cainotheriidae
Pequeno herbívoro europeu dos períodos Oligoceno e Mioceno.